# Sagittaria longiloba
Sagittaria longiloba es una especie de Liliopsida del género Sagittaria, de la familia Alismataceae, del orden Alismatales.

## Taxonomía
Fue descrita científicamente por Engelm. ex J.G.Sm. Fue publicado por primera vez en N. Amer. Sagittaria: 16 (1894).